# Síndrome da fermentação intestinal
A síndrome da fermentação intestinal ou síndrome de fermentação da bexiga[carece de fontes?], ou ainda síndrome da autocervejaria, é uma condição médica rara na qual quantidades intoxicantes de etanol são produzidas por fermentação endógena no sistema digestivo.  Saccharomyces cerevisiae, um tipo de levedura mais conhecido por seus usos na produção de pão e bebidas alcoólicas, foi identificado como um patógeno para essa condição. Pesquisas recentes (2019) também mostraram que a bactéria Klebsiella pode fermentar da mesma forma carboidratos em álcool no intestino, o que pode acelerar a doença hepática gordurosa não alcoólica.

## Diagnóstico
O álcool pode ser detectado testando o sangue ou a respiração. Isso pode ter que ser repetido em várias horas do dia para explicar as flutuações que ocorrem naturalmente.

## Tratamento
Existem diferentes tratamentos que podem ser usados sozinhos ou em combinação. O controle dietético de carboidratos, a terapia antifúngica ou antibiótica, a prevenção geral de antibióticos e os probióticos mostraram efeitos positivos como tratamentos.

## Síndrome da auto-cervejaria urinária
A síndrome da auto-cervejaria urinária é semelhante, mas distinta, da síndrome da autocervejaria tradicional. Na síndrome da autocervejaria urinária, o álcool é produzido na bexiga do paciente colonizado e no tubo se a amostra for deixada do lado de fora da geladeira. Pacientes com síndrome da auto-cervejaria urinária não devem apresentar sintomas de intoxicação alcoólica. Na síndrome da auto-cervejaria tradicional, por outro lado, o álcool é gerado pelos fermentadores no trato gastrointestinal, produzindo um nível positivo de etanol no plasma e causando sintomas de intoxicação. Nesses pacientes, os resultados dos testes de plasma para etanol e os de urina para etil glucuronido e sulfato de etila, que são os metabólitos do etanol, são negativos, enquanto os resultados para urina são positivos. Em um caso, o teste se a levedura que coloniza na bexiga pode fermentar açúcar para produzir etanol mostrou que o fermento foi identificado como Candida glabrata, que estava intimamente relacionado ao "fermento de cerveja" usado para fazer cerveja. O fermento provavelmente estava produzindo o etanol que estava aparecendo em seus testes de urina.